# 1955-ös vívó-világbajnokság
Az 1955-ös vívó-világbajnokságot az olaszországi Rómában rendezték 1955. október 9. és 21. között. A magyar versenyzők öt arany-, két ezüst- és két bronzérmet nyertek.

## A magyar versenyzők eredményei
| Versenyző          | Férfi tőr egyéni | Férfi tőr csapat | Férfi párbajtőr egyéni | Férfi párbajtőr csapat | Férfi kard egyéni | Férfi kard csapat | Női tőr egyéni | Női tőr csapat |
| ------------------ | ---------------- | ---------------- | ---------------------- | ---------------------- | ----------------- | ----------------- | -------------- | -------------- |
| Gyuricza József    | Arany            | Ezüst            |                        |                        |                   |                   |                |                |
| Pacséri Kázmér     | Elődöntő         | Ezüst            |                        |                        |                   |                   |                |                |
| Tilli Endre        | Középdöntő       | Ezüst            |                        |                        |                   |                   |                |                |
| Szőcs Bertalan     | Középdöntő       | Ezüst            |                        |                        |                   |                   |                |                |
| Fülöp Mihály       |                  | Ezüst            |                        |                        |                   |                   |                |                |
| Marosi József      |                  | Ezüst            | Selejtező              | Bronz                  |                   |                   |                |                |
| Balthazár Lajos    |                  |                  | 4.                     | Bronz                  |                   |                   |                |                |
| Nagy Ambrus        |                  |                  | Középdöntő             | Bronz                  |                   |                   |                |                |
| Sákovics József    |                  |                  | Selejtező              | Bronz                  |                   |                   |                |                |
| Rerrich Béla       |                  |                  | Selejtező              | Bronz                  |                   |                   |                |                |
| Berzsenyi Barnabás |                  |                  |                        | Bronz                  |                   |                   |                |                |
| Gerevich Aladár    |                  |                  |                        |                        | Arany             | Arany             |                |                |
| Kárpáti Rudolf     |                  |                  |                        |                        | Ezüst             | Arany             |                |                |
| Keresztes Attila   |                  |                  |                        |                        | 5.                | Arany             |                |                |
| Kovács Pál         |                  |                  |                        |                        | Selejtező         | Arany             |                |                |
| Palócz Endre       |                  |                  |                        |                        | Középdöntő        | Arany             |                |                |
| Hámori Jenő        |                  |                  |                        |                        | Középdöntő        | Arany             |                |                |
| Dömölky Lídia      |                  |                  |                        |                        |                   |                   | Arany          | Arany          |
| Elek Ilona         |                  |                  |                        |                        |                   |                   | Bronz          | Arany          |
| Nyári Magda        |                  |                  |                        |                        |                   |                   | 5.             | Arany          |
| Kiss Katalin       |                  |                  |                        |                        |                   |                   | Selejtező      | Arany          |
| Elek Margit        |                  |                  |                        |                        |                   |                   | Középdöntő     | Arany          |
| Morvay Zsuzsa      |                  |                  |                        |                        |                   |                   | Középdöntő     | Arany          |

## Érmesek

### Férfiak
| Versenyszám      | Arany | Arany | Ezüst | Ezüst | Bronz | Bronz |
| ---------------- | --- | ----- | --- | ----- | --- | ----- |
| Tőr egyéni       | Magyarország · Gyuricza József |       | Franciaország · Christian d’Oriola                                                                                |       | Franciaország · Jacques Lataste                                                                                    |       |
| Tőr csapat       | Olaszország · Giancarlo Bergamini · Luigi Carpaneda · Manlio Di Rosa · Vittorio Lucarelli · Edoardo Mangiarotti · Antonio Spallino |       | Magyarország · Gyuricza József · Marosi József · Pacséri Kázmér · Fülöp Mihály · Tilli Endre · Szőcs Bertalan     |       | Egyesült Királyság · Harry Cooke · Bill Hoskyns · Allan Jay · René Paul · Osmund Reynolds                          |       |
| Párbajtőr egyéni | Olaszország · Giorgio Anglesio |       | Olaszország · Franco Bertinetti                                                                                   |       | Olaszország · Carlo Pavesi                                                                                         |       |
| Párbajőr csapat  | Olaszország · Giorgio Anglesio · Franco Bertinetti · Carlo Pavesi · Giuseppe Delfino · Edoardo Mangiarotti · Alberto Pellegrino    |       | Franciaország · Édouard Artigas · Daniel Dagallier · Maurice Huet · Armand Mouyal · Claude Nigon · René Queyroux  |       | Magyarország · Marosi József · Balthazár Lajos · Nagy Ambrus · Sákovics József · Rerrich Béla · Berzsenyi Barnabás |       |
| Kard egyéni      | Magyarország · Gerevich Aladár |       | Magyarország · Kárpáti Rudolf                                                                                     |       | Olaszország · Renzo Nostini                                                                                        |       |
| Kard csapat      | Magyarország · Gerevich Aladár · Kárpáti Rudolf · Keresztes Attila · Kovács Pál · Palócz Endre · Hámori Jenő                       |       | Olaszország · Giuseppe Comini · Gastone Darè · Roberto Ferrari · Arturo Montorsi · Luigi Narduzzi · Renzo Nostini |       | Szovjetunió · Leonyid Bogdanov · Jevgenyij Cserepovszkij · Lev Kuznyecov · Jakov Rilszkij · David Tisler           |       |

### Nők
| Versenyszám | Arany                                                                                                | Arany | Ezüst | Ezüst | Bronz | Bronz |
| ----------- | --- | ----- | --- | ----- | --- | ----- |
| Tőr egyéni  | Magyarország · Dömölky Lídia                                                                         |       | Olaszország · Bruna Colombetti                                                                                                 |       | Magyarország · Elek Ilona                                                                                             |       |
| Tőrcsapat   | Magyarország · Dömölky Lídia · Elek Ilona · Nyári Magda · Kiss Katalin · Elek Margit · Morvay Zsuzsa |       | Franciaország · Kate Bernheim · Renée Garilhe · Jacqueline Lorient · Françoise Mailliard · Jacqueline Thomas · Régine Veronnet |       | Olaszország · Irene Camber · Velleda Cesari · Bruna Colombetti · Vera Mantovani · Leopolda Predaroli · Silvia Strukel |       |

## Éremtáblázat
Magyarország eltérő háttérszínnel kiemelve.
|          | Nemzet             | Arany | Ezüst | Bronz | Összesen |
| 1.       | Magyarország       | 5     | 2     | 2     | 9        |
| 2.       | Olaszország        | 3     | 3     | 3     | 9        |
| 3.       | Franciaország      | 0     | 3     | 1     | 4        |
| 4.       | Egyesült Királyság | 0     | 0     | 1     | 1        |
| 4.       | Szovjetunió        | 0     | 0     | 1     | 1        |
| Összesen | Összesen           | 8     | 8     | 8     | 24       |

## Döntők

### Férfiak

#### Tőr egyéni
| Csapat                           | M | Gy | V | kt– | P |
| -------------------------------- | - | -- | - | --- | - |
| Magyarország Gyuricza József     | 7 | 6  | 1 | 18  | 6 |
| Franciaország Christian d’Oriola | 7 | 6  | 1 | 25  | 6 |
| Franciaország Jacques Lataste    | 7 | 4  | 3 | 27  | 4 |
| Olaszország Antonio Spallino     | 7 | 4  | 3 | 29  | 4 |
| Franciaország Claude Netter      | 7 | 3  | 4 | 24  | 3 |
| Franciaország Bernard Baudoux    | 7 | 2  | 5 | 27  | 2 |
| Egyiptom Riaz                    | 7 | 2  | 5 | 29  | 2 |
| Ausztrália John Fethers          | 7 | 1  | 6 | 33  | 1 |

Újravívás az első helyért
|  |  | Gyuricza József | 5 – 2 | Christian d'Oriola |  |  |
|  |  |                 |       |                    |  |  |

#### Tőr csapat
| Csapat             | M | Gy | D | V | P |
| ------------------ | - | -- | - | - | - |
| Olaszország        | 3 | 3  | 0 | 0 | 6 |
| Magyarország       | 3 | 2  | 0 | 1 | 4 |
| Egyesült Királyság | 3 | 1  | 0 | 2 | 2 |
| Lengyelország      | 3 | 0  | 0 | 3 | 0 |

#### Párbajtőr egyéni
| Csapat                           | M | Gy | V | kt– | P |
| -------------------------------- | - | -- | - | --- | - |
| Olaszország Giorgio Anglesio     | 7 | 6  | 1 | 18  | 6 |
| Olaszország Franco Bertinetti    | 7 | 4  | 3 | 24  | 4 |
| Olaszország Carlo Pavesi         | 7 | 4  | 3 | 25  | 4 |
| Magyarország Balthazár Lajos     | 7 | 4  | 3 | 33  | 4 |
| Franciaország Daniel Dagallier   | 7 | 3  | 4 | 25  | 3 |
| Svédország Berndt-Otto Rehbinder | 7 | 3  | 4 | 29  | 3 |
| Svédország Per Carleson          | 7 | 3  | 4 | 30  | 3 |
| Lengyelország Wojciech Rydz      | 7 | 1  | 6 | 33  | 1 |

#### Párbajtőr csapat
| Csapat        | M | Gy | D | V | P |
| ------------- | - | -- | - | - | - |
| Olaszország   | 3 | 2  | 0 | 1 | 4 |
| Franciaország | 3 | 2  | 0 | 1 | 4 |
| Magyarország  | 3 | 2  | 0 | 1 | 4 |
| Svédország    | 3 | 0  | 0 | 3 | 0 |

#### Kard egyéni
| Csapat                          | M | Gy | V | kt– | P |
| ------------------------------- | - | -- | - | --- | - |
| Magyarország Gerevich Aladár    | 7 | 6  | 1 | 16  | 6 |
| Magyarország Kárpáti Rudolf     | 7 | 5  | 2 | 18  | 5 |
| Olaszország Renzo Nostini       | 7 | 4  | 3 | 17  | 4 |
| Lengyelország Wojciech Zabłocki | 7 | 3  | 4 | 23  | 3 |
| Magyarország Keresztes Attila   | 7 | 1  | 6 | 25  | 1 |
| Olaszország Roberto Ferrari     | 7 | 1  | 6 | 26  | 1 |
| Lengyelország Jerzy Pawłowski   | 7 | 1  | 6 | 29  | 1 |
| Olaszország Giuseppe Comini     | 0 |    |   |     |   |

#### Kard csapat
| Csapat        | M | Gy | D | V | P |
| ------------- | - | -- | - | - | - |
| Magyarország  | 3 | 3  | 0 | 0 | 6 |
| Olaszország   | 3 | 2  | 0 | 1 | 4 |
| Szovjetunió   | 3 | 1  | 0 | 2 | 2 |
| Lengyelország | 3 | 0  | 0 | 3 | 0 |

### Nők

#### Tőr egyéni
| Csapat                        | M | Gy | V | kt– | P |
| ----------------------------- | - | -- | - | --- | - |
| Magyarország Dömölky Lídia    | 7 | 7  | 0 | 14  | 7 |
| Olaszország Bruna Colombetti  | 7 | 4  | 3 | 18  | 4 |
| Magyarország Elek Ilona       | 7 | 4  | 3 | 20  | 4 |
| Franciaország Kate Bernheim   | 7 | 4  | 3 | 22  | 4 |
| Magyarország Nyári Magda      | 7 | 3  | 4 | 19  | 3 |
| NSZK Keydel                   | 7 | 2  | 5 | 20  | 2 |
| Olaszország Irene Camber      | 7 | 2  | 5 | 26  | 2 |
| Franciaország Régine Veronnet | 7 | 1  | 6 | 26  | 1 |

#### Tőr csapat
| Csapat        | M | Gy | D | V | P |
| ------------- | - | -- | - | - | - |
| Magyarország  | 3 | 3  | 0 | 0 | 6 |
| Franciaország | 3 | 1  | 1 | 1 | 3 |
| Olaszország   | 3 | 1  | 1 | 2 | 3 |
| Szovjetunió   | 3 | 0  | 0 | 3 | 0 |